# هيئة رئاسة المكتب السياسي لحزب العمال الكوري
هيئة رئاسة المكتب السياسي لحزب العمال الكوري، أو ببساطة هيئة الرئاسة، والمعروفة سابقًا باسم اللجنة الدائمة (1946-1961)، هي لجنة تتألف من القيادة العليا لحزب العمال الكوري. تاريخيًا، كانت تتألف من عضو واحد إلى خمسة أعضاء، وتضم حاليًا خمسة أعضاء. والغرض الرسمي منه هو إجراء مناقشات السياسة واتخاذ القرارات بشأن القضايا الرئيسية عندما لا يكون المكتب السياسي، وهو هيئة أكبر لصنع القرار، منعقدًا. في حين أن هيئة الرئاسة تقدم تقاريرها من الناحية النظرية إلى المكتب السياسي، والذي بدوره يقدم تقاريره إلى اللجنة المركزية الأكبر حجمًا، إلا أن هيئة الرئاسة في الواقع هي العليا على الهيئات الأم وتعمل كأقوى هيئة لصنع القرار في كوريا الشمالية. وبما أن كوريا الشمالية دولة ذات حزب واحد، فإن قرارات هيئة الرئاسة بحكم الأمر الواقع لها قوة القانون. ويشبه دورها تقريبًا دور اللجنة الدائمة للمكتب السياسي للحزب الشيوعي الصيني.

## تاريخ
تم تنشيط هيئة الرئاسة في المؤتمر الثالث، حيث تم تعيين أربعة أعضاء جدد: كيم يونغ نام (رئيس هيئة رئاسة مجلس الشعب الأعلى، رئيس الدولة)، وتشو جونغ-ريم (رئيس الوزراء، رئيس الحكومة)، ونائب المارشال جو ميونغ روك (مدير المكتب السياسي العام للجيش الشعبي الكوري) ونائب المارشال ري يونغ هو (رئيس هيئة الأركان العامة). اعتبر المراقبون الخارجيون تعيين ضابطين عسكريين يتماشى مع سياسة كيم جونغ إيل العسكرية أولاً. كان يُعتقد أن ري جونغ هو كان المرافق العسكري الشخصي لكيم جونغ أون في ذلك الوقت، على غرار دور أو جين يو خلال حكم كيم جونغ إيل المبكر. في المؤتمر الرابع، تم تعيين تشاسو تشوي ريونغ هاي في اللجنة الدائمة.